# Спінуш
Спінуш (рум. Spinuș) — село у повіті Біхор в Румунії. Адміністративний центр комуни Спінуш.
Село розташоване на відстані 431 км на північний захід від Бухареста, 24 км на північний схід від Ораді, 116 км на північний захід від Клуж-Напоки.

## Населення
За даними перепису населення 2002 року у селі проживали 446 осіб.
Національний склад населення села:
| Національність | Кількість осіб | Відсоток |
| -------------- | -------------- | -------- |
| румуни         | 377            | 84,5%    |
| цигани         | 46             | 10,3%    |
| угорці         | 18             | 4,0%     |

Рідною мовою назвали:
| Мова      | Кількість осіб | Відсоток |
| --------- | -------------- | -------- |
| румунська | 394            | 88,3%    |
| циганська | 25             | 5,6%     |
| угорська  | 23             | 5,2%     |